# Heliophisma zanzibarica
Heliophisma zanzibarica là một loài bướm đêm trong họ Erebidae.